# Estadio Hocine-Aït-Ahmed
El Estadio Hocine Aït Ahmed (en árabe: ملعب حسين آيت أحمد‎; en idioma cabilio, Annar n Husine Ath Ahmed; en tamazight: ⴰⵏⵏⴰⵔ ⵏ ⵀⵓⵙⵉⵏⴻ ⴰⵜⵀ ⴰⵀⵎⴻⴷ), es un estadio multiusos ubicado en la ciudad de Tizi Ouzou, en la Cabilia (Argelia). Alberga principalmente partidos de fútbol y es el campo del equipo JS Kabylie, que juega en el Campeonato Nacional de Primera División. Fue nombrado en honor a Hocine Aït Ahmed, líder del FLN durante la Guerra de Independencia.Tiene una capacidad para 50.766 espectadores lo que lo convierte en el tercer estadio más grande de Argelia.  
Un consorcio compuesto por el grupo español Fomento de Construcciones y Contratas y el grupo argelino ETRHB Haddad fue asignado para la construcción del estadio. En octubre de 2014, el grupo español fue reemplazado por MAPA Insaat ve ticaret, un grupo de construcción turco. El JS Kabylie obtuvo la promesa de construcción de un nuevo estadio del presidente argelino Abdelaziz Bouteflika, justo después que el club conquistara su tercera Copa CAF en 2002. El trabajo comenzó oficialmente el 15 de mayo de 2010.
El estadio fue inaugurado en el primer trimestre del 2023.Es propiedad del Ministerio de Juventud y Deportes de Argelia y sustituye al Stade du 1er-Novembre-1954.

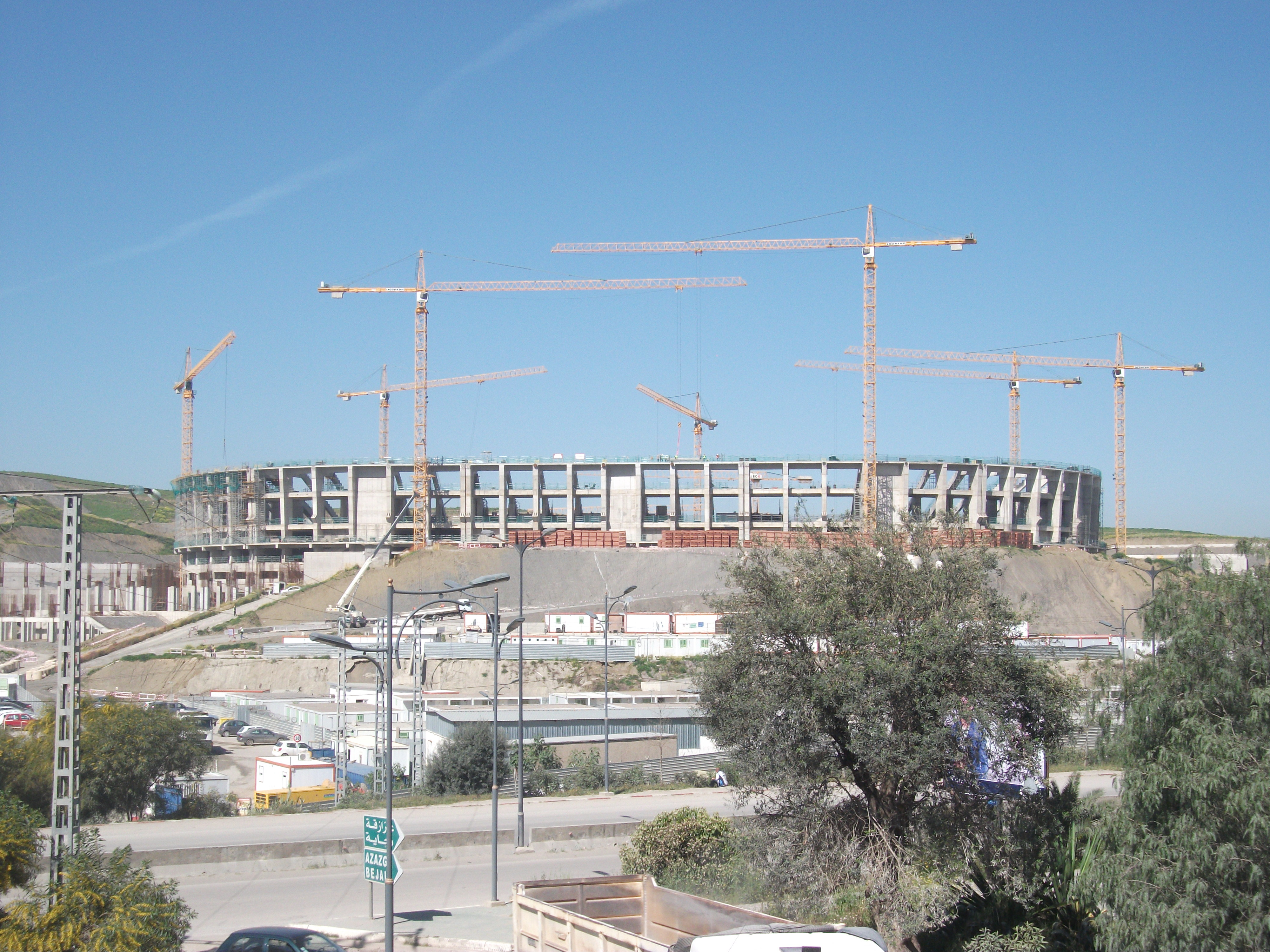